# 格劳
格劳（撣語： [ka lɔ]）是缅甸掸邦格劳县格劳镇区下辖的一个避暑小镇。

## 概况
该镇海拔1320米，距茵莱湖仅50公里。在英属缅甸时期，这里曾是英国人的避暑胜地。该镇也是Jan-Philipp Sendker一书The Art of Hearing Heartbeats的主要设定。